# Menhir von Quedlinburg
Der Menhir von Quedlinburg ist ein möglicher Menhir bei Quedlinburg im Landkreis Harz in Sachsen-Anhalt.

## Lage und Beschreibung

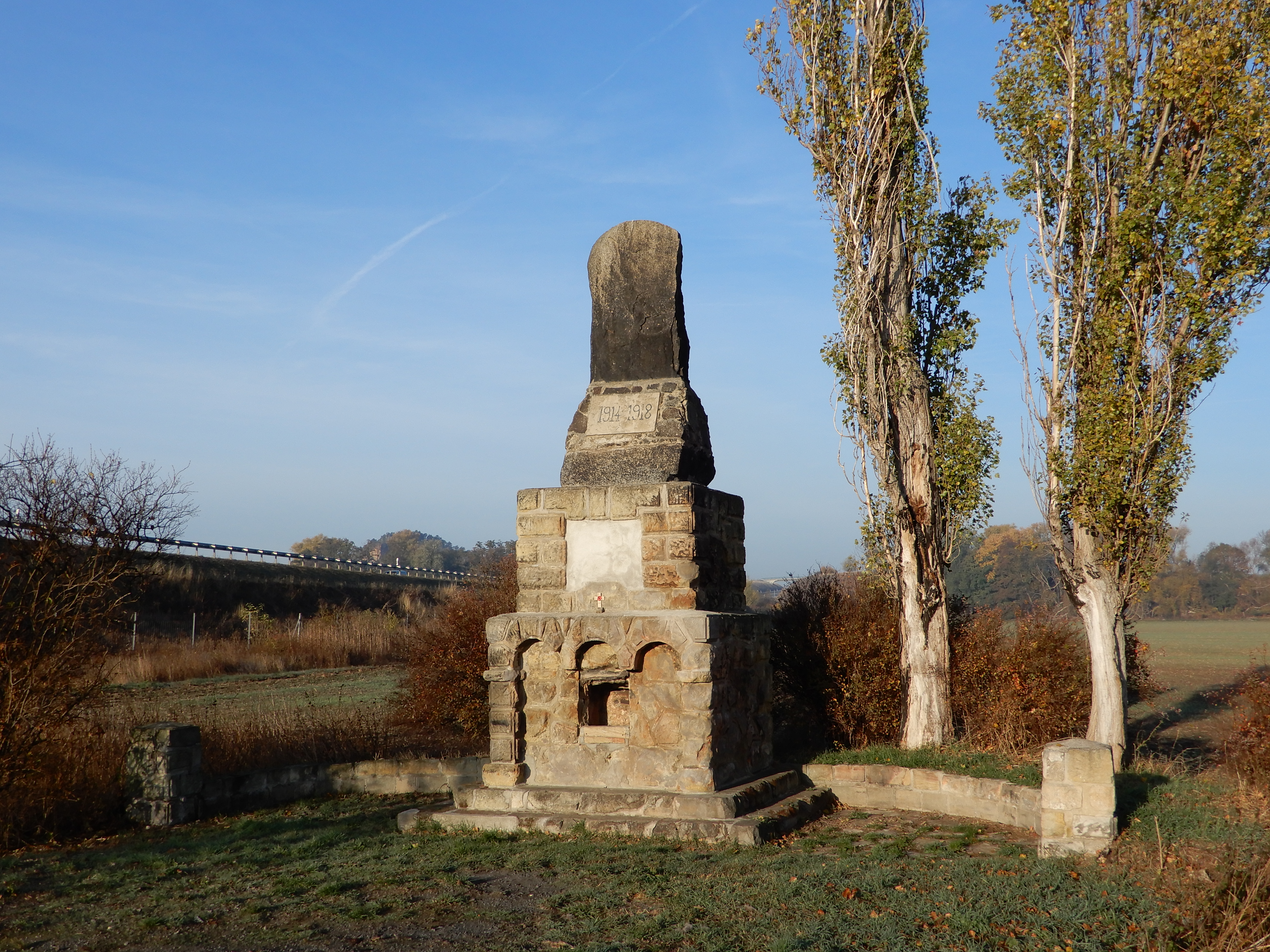
Gesamtansicht des Denkmals mit dem möglichen Menhir

Der Stein befindet sich nordöstlich von Quedlinburg, unmittelbar nördlich der A 36 Am Lagerweg. An dieser Stelle befand sich im Ersten Weltkrieg ein Kriegsgefangenenlager. Der Stein wurde von den Gefangenen des Lagers als Bekrönung eines Denkmals für verstorbene Kameraden verwendet. Zum Material sowie zu den Maßen des Steins liegen keine Angaben vor. Auch sein genauer Herkunftsort ist unbekannt, es kommt hierfür aber wahrscheinlich nur das ehemalige Lager oder dessen unmittelbare Umgebung in Betracht. Im Bereich des Lagers wurden 2004 bei einer archäologischen Grabung auch mehrere vorgeschichtliche Befunde entdeckt.
Aus der näheren Umgebung sind noch weitere Menhire bekannt. Zwischen Quedlinburg und Westerhausen befand sich noch bis in die Mitte des 19. Jahrhunderts der große Steinkreis im Eselstall. Weiter westlich wurde bei Westerhausen auf dem Honigkopf in einem Grabhügel ein verzierter Menhir entdeckt, der heute vor dem Schlossmuseum in Quedlinburg aufgestellt ist.